# Carl M. Elwing
Carl Magnus Bengt Augustinus Elwing, född den 8 september 1921 i Helsingborg, död den 24 oktober 2012 i Eslöv, var en svensk professor i processrätt.

## Biografi
Elwing avlade juris kandidatexamen vid Lunds universitet 1949 och satt därefter ting mellan 1949 och 1952. Han blev juris licentiat 1961 och disputerade år 1961 för juris doktorsgraden vid Lunds universitet på avhandlingen Tillräckliga skäl : studier över förutsättningarna för allmänt åtal. Han var därefter docent i processrätt vid Lunds universitet till 1967, och preceptor till 1969, samtidigt som han var tillförordnad professor och preceptor vid Stockholms universitet under åren 1964–1966. År 1969 utnämndes han till professor i processrätt vid Lunds universitet, en post som han kom att inneha till sin emeritering 1986. Han var expert i Justitiedepartementet från 1961 till 1972, och var mellan åren 1976 och 1986 inspektor för Wermlands nation i Lund.
Han gifte sig 1945 med Elisabeth Helén (1921–2008). Makarna är gravsatta på Kapellkyrkogården i Falkenberg.